# M16 (モニター)
M16（英語: HMS M16）は、第一次世界大戦時のイギリス海軍のM15級に属するモニター艦。

## 設計
元々沿岸砲撃を想定した艦である。M16の主砲はBL9.2インチMk X単装砲で、ドレイク級装甲巡洋艦およびクレッシー級装甲巡洋艦の予備を用いたものである。M16は9.2インチ砲に加え、12ポンド砲1門と6ポンド対空砲1門を装備していた。出力800HPの三段膨張式蒸気機関を有し最高速力11ノットを発揮した。このモニターには士官と兵卒合わせて69名が乗り組んだ。

## 建造
M16は1915年3月に、戦時緊急造船計画の一部として発注された。同月にハートルプールのウィリアム・グレイ造船所で起工され、同年5月3日に進水、同年6月に竣工した。

## 第一次世界大戦
M16は地中海に送られ、1915年7月から1918年10月まで活動した。

## 退役
M16は1920年1月29日に、商用タンカーとする目的でen:Anglo Saxon Petroleumに売却され、同時にTigaと改名した。